# 泗上十二诸侯
泗上十二诸侯是春秋战国时期，泗河流域的十二个诸侯国。《史记·田敬仲完世家》称齐威王时泗上十二诸侯向田齐朝贡。在战国中后期，中原除了战国七雄，还有一些小诸侯国与七雄并存，包括“泗上十二诸侯”。即使到了戰國末期的公元前二世紀，距離秦國統一六國不到一百年前，部分小國依然存在，但它们大部分最終由向东扩张的楚国和向南扩张的齐国所吞并。不計滅亡時間不詳的小國，最早滅亡的是在戰國初期就被滅國的莒國，存在到最晚的是衛國，其最終在公元前209年被已經統一六國的秦朝滅亡。
| 諸侯國 | 今日位置         | 滅亡時間  | 滅國者     |
| ------ | ---------------- | --------- | ---------- |
| 宋国   | 河南商丘市       | 前286年   | 齊國       |
| 鲁国   | 山东曲阜市       | 前256年   | 楚國       |
| 卫国   | 河南濮阳市       | 前209年   | 秦朝       |
| 邾国   | 山东邹城市       | 戰國中期  | 楚國       |
| 薛国   | 山东滕州市南     | 前327年   | 齊國、魏國 |
| 郳国   | 山东枣庄市山亭区 | 前335年   | 楚國       |
| 滕国   | 山东滕州市       | 前296年   | 宋國       |
| 莒国   | 山东莒县         | 前431年   | 楚國       |
| 任国   | 山东微山县北     | 不詳      | 秦國       |
| 郯国   | 山东郯城县       | 約前414年 | 越國       |
| 费国   | 山东费县         | 不詳      | 不詳       |
| 邳国   | 江苏邳州市       | 不詳      | 楚國       |